# Prva slovenska nogometna liga
Prva slovenska nogometna liga (česky První slovinská fotbalová liga, oficiálním názvem dle sponzora PrvaLiga Telekom Slovenije) je nejvyšší fotbalovou ligovou soutěží ve Slovinsku. Je pořádaná Slovinským fotbalovým svazem (slovinsky Nogometna zveza Slovenije). Nižší fotbalovou soutěží je Druga slovenska nogometna liga (Druhá slovinská fotbalová liga).
Prva SNL se zformovala v roce 1991 po rozpadu Jugoslávie.

## Nejvíce sezon v lize
Jedná se o kompletní seznam klubů, které se zúčastnilo od sezony 1991/92 až do sezóny 2024/25 (tučně označené).
- 34 sezon: Celje, Maribor
- 29 sezon: Gorica
- 28 sezon: Koper
- 27 sezon: Domžale
- 25 sezon: Rudar Velenje
- 19 sezon: Primorje
- 16 sezon: Olimpija Lublaň
- 15 sezon: Mura, Olimpija Lublaň (1945)
- 9 sezon: Beltinci, Korotan Prevalje, Nafta Lendava, Triglav
- 8 sezon: Aluminij
- 7 sezon: Drava Ptuj, Lublaň, Mura
- 6 sezon: Bravo, Radomlje
- 5 sezon: Izola, Krka, Krško, Tabor Sežana
- 4 sezon: Dravograd, Interblock, Naklo, Zavrč
- 3 sezon: Bela Krajina, Dekani, Slovan, Šmartno ob Paki, Svoboda , Zagorje
- 2 sezon: Mura 05, Steklar, Slavija Vevče
- 1 sezon: Ankaran Hrvatini, Jezero Medvode, Kočevje, Livar, Nafta 1903, Pohorje, Rogaška, Rudar Trbovlje, Železničar Maribor

## Mistři
- 1991/92:  Olimpija Lublaň (1. titul)
- 1992/93:  Olimpija Lublaň (2)
- 1993/94:  Olimpija Lublaň (3)
- 1994/95:  Olimpija Lublaň (4)
- 1995/96:  Gorica (1)
- 1996/97:  Maribor (1)
- 1997/98:  Maribor (2)
- 1998/99:  Maribor (3)
- 1999/00:  Maribor (4)
- 2000/01:  Maribor (5)
- 2001/02:  Maribor (6)
- 2002/03:  Maribor (7)
- 2003/04:  Gorica (2)
- 2004/05:  Gorica (3)
- 2005/06:  Gorica (4)
- 2006/07:  Domžale (1)
- 2007/08:  Domžale (2)
- 2008/09:  Maribor (8)
- 2009/10:  Koper (1)
- 2010/11:  Maribor (9)
- 2011/12:  Maribor (10)
- 2012/13:  Maribor (11)
- 2013/14:  Maribor (12)
- 2014/15:  Maribor (13)
- 2015/16:  Olimpija Lublaň (1)
- 2016/17:  Maribor (14)
- 2017/18:  Olimpija Lublaň (2)
- 2018/19:  Maribor (15)
- 2019/20:  Celje (1)
- 2020/21:  NŠ Mura (1)
- 2021/22:  Maribor (16)
- 2022/23:  Olimpija Lublaň (3)
- 2023/24:  Celje (2)
- 2024/25:  Olimpija Lublaň (4)

## Nejlepší kluby v historii - podle počtu titulů
| Vítězové nejvyšší ligové soutěže |        | |
| Klub                             | Tituly | Vítězné ročníky |
| NK Maribor                       | 16     | 1996/97, 1997/98, 1998/99, 1999/2000, 2000/01, 2001/02, 2002/03, 2008/09, 2010/11, 2011/12, 2012/13, 2013/14, 2014/15, 2016/17, 2018/19, 2021/22 |
| ND Gorica                        | 4      | 1995/96, 2003/04, 2004/05, 2005/06 |
| Olimpija Lublaň (zrušen)         | 4      | 1991/92, 1992/93, 1993/94, 1994/95 |
| NK Olimpija                      | 4      | 2015/16, 2017/18, 2022/23, 2024/25 |
| NK Celje                         | 2      | 2019/20, 2023/24 |
| NK Domžale                       | 2      | 2006/07, 2007/08 |
| FC Koper                         | 1      | 2009/10 |
| NŠ Mura                          | 1      | 2020/21 |